# Lesencefalu
Lesencefalu est un village et une commune du comitat de Veszprém en Hongrie.